# Little Tony
Little Tony, de son vrai nom Antonio Ciacci, né le 9 février 1941 à Tivoli et mort à Rome le 27 mai 2013, est un chanteur et comédien saint-marinais : dans les années 1960, il est devenu l'un des plus populaires parmi les chanteurs de rock de langue italienne.

## Biographie
Antonio Ciacci commence à enregistrer des disques en 1958, notamment des reprises d'Elvis Presley, de Little Richard et de Gene Vincent. Remarqué par Jack Good, il effectue une tournée en Angleterre sous la dénomination Little Tony and his Brothers.
En janvier 1961, Adriano Celentano compose et enregistre 24.000 baci. Le même mois, Little Tony sort le single 24 mila baci. Les deux jeunes gens défendent la chanson au festival de Sanremo (26 janvier-6 février), où chaque titre doit être interprété deux fois, par deux artistes différents. Leur chanson se classe deuxième. Connaissant un grand succès, elle est reprise en plusieurs langues, dont en français, sous le titre de 24 000 baisers, par Johnny Hallyday, Bob Azzam, Dalida, Rocky Volcano, Frankie Jordan et Au Bonheur des dames.
Little Tony s'est produit en France en 1961 au Premier festival international de rock. 
En 1985, il  participe au projet musical Ro.Bo.T. (it) avec Rosanna Fratello et Bobby Solo (1985-1988).
Bien qu'étant né et ayant toujours vécu en Italie, il est resté citoyen de Saint-Marin et n'a jamais demandé la nationalité italienne.

## Discographie
Singles
- Cuore matto (1967)
- etc.

## Filmographie
- 1961 : Pesci d'oro e bikini d'argento de Carlo Veo

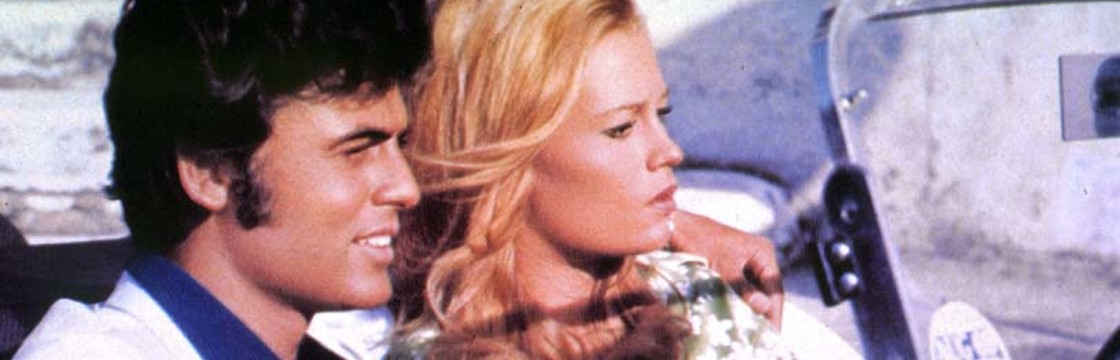
Avec Eva Thulin dans Zum Zum Zum nº 2.

- 1961 : Cinque marines per cento ragazze de Mario Mattoli
- 1967 : Cuore matto... matto da legare de Mario Amendola
- 1968 : Zum zum zum de Bruno Corbucci
- 1969 : Zum Zum Zum nº 2 de Bruno Corbucci